# Kristofers Rācenājs
Kristofers Rācenājs (13 de desembre de 1985) és un ciclista letó, professional des del 2005.